# Henry-Jules-Jean Martin
Henry-Jules-Jean Martin, francoski general, * 1888, † 1984.